# Alchemilla keniensis
Alchemilla keniensis é uma espécie de rosácea do gênero Alchemilla, pertencente à família Rosaceae.